# Gudigenahalli, Mandya
Gudigenahalli là một làng thuộc tehsil Mandya, huyện Mandya, bang Karnataka, Ấn Độ.